# 67Y busz (Szeged)
A szegedi 67Y jelzésű autóbusz Kiskundorozsma, Fürdő és Szőreg, malom között közlekedik a 7F és a 60Y busz összevont járataként. Vele hasonló, de Újszegeden és Szőregen eltérő útvonalon közlekedik a 60Y és a 67Y jelzésű autóbusz, összehangolt menetrend szerint. A vonalakat a Volánbusz Zrt. üzemelteti.

## Története
2016. június 16-án indult Kiskundorozsma, Sziksósfürdő és Szőreg, malom között.

## Megállóhelyei
Az átszállási kapcsolatok között az azonos útvonalon közlekedő 7F és 60Y busz nincs feltüntetve!
| 0  | Kiskundorozsma, Fürdő végállomás                        | 46 | 67 Helyközi buszok |
| 1  | Subasa                                                  | 45 | 67 Helyközi buszok |
| 2  | Csipkebogyó utca                                        | 44 | 67 Helyközi buszok |
| 3  | Széksósi út                                             | 43 | 67 Helyközi buszok |
| 4  | Brassói utca                                            | 42 | 67 |
| 5  | Kiskundorozsma, ABC                                     | 41 | 67 Helyközi buszok 1507, 1510, 1513 |
| 6  | Malom (Dorozsmai út)                                    | 40 | 36, 67, 75 |
| 7  | Csatorna                                                | 39 | 36, 67, 75 Helyközi buszok |
| 9  | Tassi ház                                               | 37 | 36, 67, 75 |
| 10 | Kiskundorozsma, vasútállomás bejárati út                | 36 | 36, 67, 75 Helyközi buszok Cegléd–Szeged |
| 12 | Kollégiumi út                                           | 34 | 36, 67, 75 Helyközi buszok |
| 14 | Budapesti út                                            | 33 | 36, 67, 71, 72, 72A, 75, 79H, 90H Helyközi buszok |
| 16 | Fonógyári út                                            | 31 | 3F 64, 67, 71, 72, 72A, 75, 79H, 90H Helyközi buszok |
| 17 | Szeged, Rókus vasútállomás bejárati út                  | 29 | 1 64, 67, 71, 72, 72A, 75, 78, 78A, 79H, 90H Helyközi buszok 1486, 1503, 1504 Szeged–Békéscsaba |
| 18 | Vásárhelyi Pál utca (Kossuth Lajos sugárút)             | ∫  | 1, 2 64, 67, 71, 72, 72A, 75, 78, 78A, 79H, 90, 90F |
| 19 | Damjanich utca                                          | 26 | 1, 2 64, 67, 71, 72, 72A, 75, 78, 78A, 79H |
| 20 | Tavasz utca                                             | 25 | 1, 2 64, 67, 71, 72, 72A, 75, 78, 78A, 79H Helyközi buszok |
| 22 | Mars tér (autóbusz-állomás) (↓) Mars tér (üzletsor) (↑) | 24 | 1, 2 5, 7, 7A, 9, 19 21, 60, 67, 64, 70, 71, 71A, 72, 72A, 73, 73Y, 74, 75, 76, 76Y, 77, 77A, 77Y, 78, 78A, 79H Helyközi buszok 1374, 1375, 1441, 1503, 1504, 1506, 1507, 1510, 1513, 1515, 1516, 1517, 1518, 1841 |
| 23 | Bartók tér                                              | ∫  | 5, 7, 7A, 9, 19 60, 67, 70, 71, 71A, 72, 72A, 74, 76, 76Y |
| ∫  | Centrum Áruház (Mikszáth utca)                          | 22 | 3, 3F, 4 5, 7, 7A, 8, 9, 10, 19 20, 24, 60, 67, 70, 71, 71A, 72, 72A, 74, 76, 76Y |
| 25 | Széchenyi tér (Kelemen utca)                            | 20 | 1, 2 5, 7, 7A, 9, 19 32, 60, 67, 70, 71, 71A, 72, 72A, 74 |
| 28 | Torontál tér (P+R)                                      | 17 | 5, 7 60, 67, 70, 72, 72A |
| 29 | Sportcsarnok (Székely sor)                              | 15 | 60, 67, 72, 72A, 84, 90 Helyközi buszok |
| 31 | Diófa utca (Szőregi út)                                 | 14 | Helyközi buszok |
| 33 | Aranyosi utca                                           | 13 | Helyközi buszok |
| 35 | Kamaratöltés                                            | 11 | 60, 67 Helyközi buszok |
| 36 | Kavics utca                                             | 10 | 60, 67 |
| 37 | Napfény köz                                             | 9  | 60, 67 Helyközi buszok |
| 38 | Barázda utca                                            | 8  | 60, 67 |
| 39 | Szőreg, ABC                                             | 7  | 60, 67 Helyközi buszok |
| 40 | Iskola utca                                             | 5  | |
| 41 | Vaspálya utca                                           | 4  | |
| 42 | Rózsatő utca (Magyar utca)                              | 3  | |
| 43 | Gyár utca (Magyar utca)                                 | 2  | |
| 44 | Gőzmalom utca                                           | 1  | |
| 45 | Szőreg, malom végállomás                                | 0  | 60, 67 Helyközi buszok |